# U-869
| U-869                                                  | U-869 | U-869 |
| ------------------------------------------------------ | --- | --- |
|                                                        | | |
|                                                        | | |
| Зображення підводного човна U-505, однотипного з U-869 | | |
| Під прапором                                           | Третій Рейх | Третій Рейх |
| Спуск на воду                                          | 5 жовтня 1943 року | 5 жовтня 1943 року |
| Введений до складу флоту                               | 26 січня 1944 року | 26 січня 1944 року |
| Сучасний статус                                        | 11 лютого 1945 року знищений американськими ескортними міноносцями «Говард Кроу» і «Койнер» біля Нью-Джерсі                                                             | 11 лютого 1945 року знищений американськими ескортними міноносцями «Говард Кроу» і «Койнер» біля Нью-Джерсі                                                             |
| Проєкт                                                 | | |
| Тип ПЧ                                                 | Торпедний ДПЧ | Торпедний ДПЧ |
| Розробник проєкту                                      | Deutsche Schiff- und Maschinenbau, AG Weser, Бремен | Deutsche Schiff- und Maschinenbau, AG Weser, Бремен |
| Основні характеристики                                 | | |
| Швидкість (надводна)                                   | 17,9 вузла | 17,9 вузла |
| Швидкість (підводна)                                   | 7 вузлів | 7 вузлів |
| Робоча глибина занурення                               | 100 м | 100 м |
| Гранична глибина занурення                             | 230 м | 230 м |
| Автономність плавання                                  | 63 милі (117 км) на швидкості 4 вузли (7,4 км/год) (у підводному положенні) 13 450 морських миль (24 910 км на швидкості 10 вузлів (19 км/год) (у надводному положенні) | 63 милі (117 км) на швидкості 4 вузли (7,4 км/год) (у підводному положенні) 13 450 морських миль (24 910 км на швидкості 10 вузлів (19 км/год) (у надводному положенні) |
| Екіпаж                                                 | 48 осіб | 48 осіб |
| Розміри                                                | | |
| Довжина найбільша (по КВЛ)                             | 76,76 м | 76,76 м |
| Ширина корпусу найб.                                   | 6,86 м | 6,86 м |
| Висота                                                 | 9,6 м | 9,6 м |
| Середня осадка (по КВЛ)                                | 4,67 м | 4,67 м |
| Водотоннажність надводна                               | 1120 т | 1120 т |
| Озброєння                                              | | |
| Артилерія                                              | 1 × 105-мм палубна гармата SK C/32 | 1 × 105-мм палубна гармата SK C/32 |
| Торпедно- мінне озброєння                              | 4 носових і два кормових ТА. 22 торпеди або 44 міни TMA чи 66 TMB | 4 носових і два кормових ТА. 22 торпеди або 44 міни TMA чи 66 TMB |
| ППО                                                    | 1 × 37-мм зенітна гармата SKC/30 2 × 20-мм зенітні гармати FlaK 30 | 1 × 37-мм зенітна гармата SKC/30 2 × 20-мм зенітні гармати FlaK 30 |

U-869 — німецький великий підводний човен типу IXC/40, що входив до складу крігсмаріне за часів Другої світової війни. Закладений 5 квітня 1943 року на верфі компанії Deutsche Schiff- und Maschinenbau, AG Weser, Бремен. Спущений на воду 5 жовтня 1943 року, 26 січня 1944 року корабель увійшов до складу 4-ї навчальної флотилії ПЧ ВМС нацистської Німеччини. Єдиним командиром човна був капітан-лейтенант Гельмут Ноєрбург.

## Історія служби
U-869 належав до німецьких підводних човнів типу IXC/40, великих океанських човнів, призначених діяти на далеких відстанях. Службу розпочав у складі 4-ї навчальної та з 1 грудня 1944 року — після завершення підготовки — в 33-ій бойовій флотилії ПЧ Крігсмаріне. U-869 встигнув здійснити лише один бойовий похід в Атлантичний океан, під час якого не потопив та не пошкодив жодного судна противника.
11 лютого 1945 року U-869 був виявлений поблизу східного узбережжя США союзними кораблями та в ході скоординованої атаки був потоплений американськими ескортними міноносцями «Говард Кроу» і «Койнер» неподалік від Нью-Джерсі. Всі 56 членів екіпажу загинули.